# 2197 Shanghai
2197 Shanghai este un asteroid din centura principală, descoperit pe 30 decembrie 1965.